# Manchester (Oklahoma)
Pour les articles homonymes, voir Manchester (homonymie).
La ville de Manchester est située dans le comté de Grant, dans l’État d’Oklahoma, aux États-Unis. Lors du recensement de 2010, elle comptait 103 habitants.

## Source
- (en) Cet article est partiellement ou en totalité issu de l’article de Wikipédia en anglais intitulé « Manchester, Oklahoma » (voir la liste des auteurs).